# Enneapterygius kosiensis
Enneapterygius kosiensis är en fiskart som beskrevs av Holleman 2005. Enneapterygius kosiensis ingår i släktet Enneapterygius och familjen Tripterygiidae. Inga underarter finns listade i Catalogue of Life.